# Ceratitis
Ceratitis es un género de moscas tefrítidas con alrededor de 80 especies en seis subgéneros. La mejor conocida es Ceratitis capitata, por ser una plaga de las frutas. 

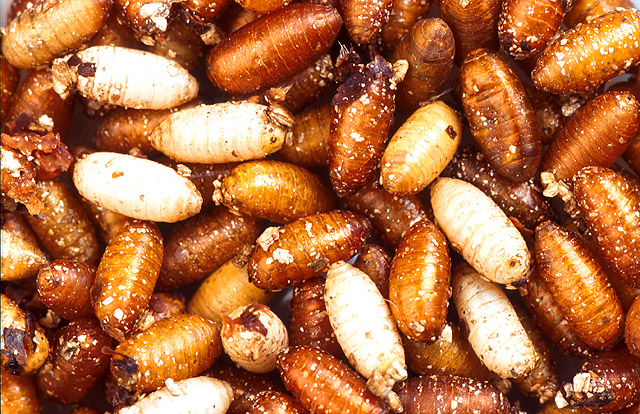
Puparios de C. capitata: marrones, machos; blancos, hembras

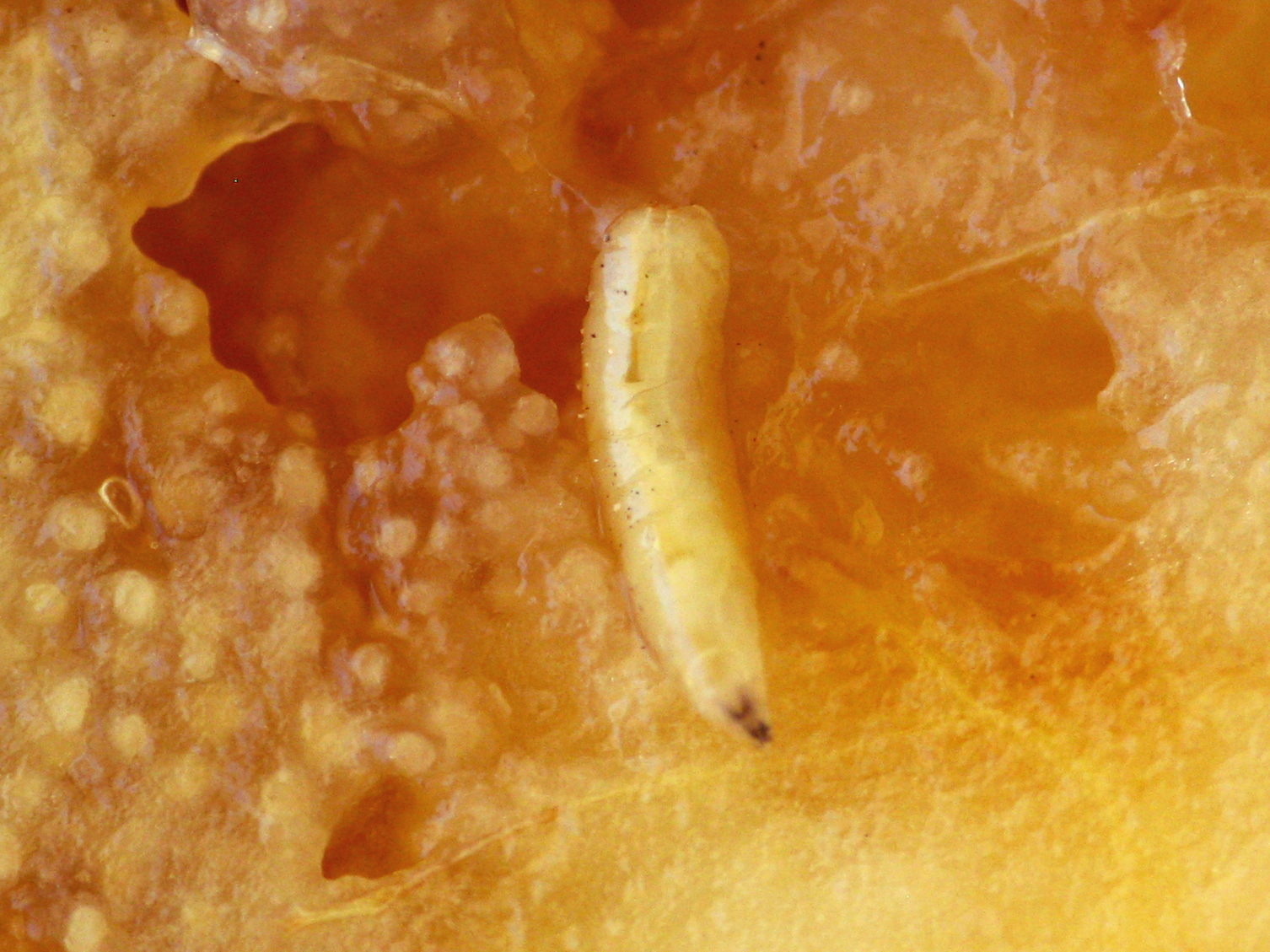
Larva de C. capitata

## Especies

### SubgéneroAcropteromma
- Ceratitis munroana (Bezzi)

### SubgéneroCeratalaspis
- Ceratitis aliena Bezzi, 1920[1]
- Ceratitis andranotobaka Hancock
- Ceratitis antistictica Bezzi
- Ceratitis argenteobrunnea Munro
- Ceratitis brucei Munro
- Ceratitis connexa Bezzi, 1926[1]
- Ceratitis contramedia (Munro)
- Ceratitis cosyra (Walker)
- Ceratitis discussa Munro
- Ceratitis divaricata (Munro)
- Ceratitis dumeti Munro
- Ceratitis ealensis Meyer & Copeland, 2005[2]
- Ceratitis epixantha (Hering)
- Ceratitis flavipennata Meyer & Freidberg, 2016[3]
- Ceratitis giffardi Bezzi, 1912
- Ceratitis grahami Munro
- Ceratitis guttiformis Munro
- Ceratitis hancocki De Meyer
- Ceratitis lentigera Munro
- Ceratitis lineata (Hering)
- Ceratitis lunata Munro
- Ceratitis marriotti Munro
- Ceratitis mlimaensis De Meyer
- Ceratitis morstatti Bezzi
- Ceratitis nana Munro
- Ceratitis neostictica De Meyer
- Ceratitis oraria Meyer & Copeland, 2005[2]
- Ceratitis ovalis Munro
- Ceratitis pallidula Meyer & Freidberg, 2016[3]
- Ceratitis paradumeti De Meyer
- Ceratitis quinaria Bezzi, 1918[1]
- Ceratitis sarcocephali Bezzi, 1924[1]
- Ceratitis sawahilensis Meyer & Freidberg, 2016[3]
- Ceratitis scaevolae (Munro)
- Ceratitis silvestrii Bezzi
- Ceratitis simi Munro
- Ceratitis stictica Bezzi
- Ceratitis striatella (Munro)
- Ceratitis sucini De Meyer
- Ceratitis taitaensis Meyer & Freidberg, 2016[3]
- Ceratitis turneri (Munro)
- Ceratitis venusta (Munro)
- Ceratitis whartoni Meyer & Freidberg, 2009

### SubgéneroCeratitis
- Ceratitis brachychaeta Freidberg
- Ceratitis caetrata Munro
- Ceratitis capitata (Wiedemann)
- Ceratitis catoirii Guérin-Méneville
- Ceratitis cornuta (Bezzi)
- Ceratitis malgassa Munro
- Ceratitis manjakatompo Hancock
- Ceratitis pinax Munro

### SubgéneroHoplolophomyia
- Ceratitis cristata (Bezzi)

### SubgéneroPardalaspis
- Ceratitis bremii Guérin-Méneville
- Ceratitis cuthbertsoni (Munro)
- Ceratitis ditissima (Munro)
- Ceratitis edwardsi (Munro)
- Ceratitis hamata De Meyer
- Ceratitis millicentae Meyer & Copeland, 2005[2]
- Ceratitis munroi De Meyer
- Ceratitis perisae Meyer & Copeland, 2005
- Ceratitis perseus Meyer & Copeland, 2005
- Ceratitis punctata (Wiedemann)
- Ceratitis semipunctata De Meyer
- Ceratitis serrata De Meyer
- Ceratitis zairensis De Meyer

### SubgéneroPterandrus
- Ceratitis acicularis (Munro)
- Ceratitis anonae Graham
- Ceratitis argenteostriata Meyer &Freidberg, 2006[4]
- Ceratitis barbata Meyer & Freidberg, 2006[4]
- Ceratitis bicincta Enderlein
- Ceratitis chirinda (Hancock)
- Ceratitis colae Silvestri
- Ceratitis copelandi Meyer & Freidberg, 2006[4]
- Ceratitis curvata (Munro)
- Ceratitis faceta Enderlein
- Ceratitis flava Meyer & Freidberg, 2006[4]
- Ceratitis flexuosa (Walker)
- Ceratitis fulicoides (Munro)
- Ceratitis gravinotata (Munro)
- Ceratitis inauratipes (Munro)
- Ceratitis lepida (Munro)
- Ceratitis lobata Munro
- Ceratitis melanopus (Hering)
- Ceratitis nigricornis Meyer & Freidberg, 2006[4]
- Ceratitis obtusicuspis Meyer & Freidberg, 2006[4]
- Ceratitis paracolae Meyer & Freidberg, 2006[4]
- Ceratitis pedestris (Bezzi)
- Ceratitis penicillata (Bigot)
- Ceratitis pennitibialis Meyer & Freidberg, 2006[4]
- Ceratitis pinnatifemur Enderlein
- Ceratitis podocarpi (Bezzi)
- Ceratitis querita (Munro)
- Ceratitis quilicii Meyer & Freidberg, 2016[3]
- Ceratitis rosa Karsch
- Ceratitis roubaudi (Bezzi)
- Ceratitis rubivora (Coquillett)
- Ceratitis tananarivana Hancock
- Ceratitis tripteris (Munro)
- Ceratitis stipula Meyer & Freidberg, 2006[4]
- Ceratitis whitei Meyer & Freidberg, 2006[4]

### Subgénero desconocido
- Ceratitis fasciventris (Bezzi)